# Paranomada velutina
Paranomada velutina är en biart som beskrevs av Linsley 1939. Paranomada velutina ingår i släktet Paranomada och familjen långtungebin. Inga underarter finns listade i Catalogue of Life.